# Кхун Воравонгзатхірат
Кхун Воравонгзатхірат (тай. วรวงศาธิราช); 1503 — 11 листопада 1548) — узурпатор і 15-й володар Аюттхаї у червні—листопаді 1548 року.

## Життєпис
Походження достеменно не відоме, за деякими відомостями належав до правлячої династії держави Лаво. Його ім'я при народженні було Бунсі. Невдовзі після вступу на службу до володаря Чайрачи отримав посаду очільника хранителя зовнішньої каплиці Царського Пантеону (Хопхра Тхепбідон) — монастиря на території палацу з обов'язками організації різноманітних обрядів і церемоній. Бунсі отримав титул Фанбут Сітхеп. 1546 року невдовзі після загадкової смерті Чайрачи став коханцем регентши Сі Судачан.
Сі Судачан наказала міністру палацових справ Ратчапхакді підвищити Фанбут Сітхепа до кхун-чіннарата (хранителя внутрішньої каплиці). Вагітна Сі Судачан від коханця для збереження свого життя вирішила позбавити сина-правителя Йодфа трона й посадити туди Фанбут Сітхепа. Спочатку вона підвищила його до кхуна Воравонгсатірата, уповноваживши керувати справами призову, наказала побудувати його резиденцію поруч із Павільйоном для призову біля стін палацу, побудувати свій будинок під білою шовковицею всередині палацу та встановити царський табурет у своєму кабінеті, щоб він міг сидіти на ньому. Проти цього виступив «міністр оборони» Махасена. Тоді Сі Судачан наказала вбити міністра.
У 1548 році Сі Судачан скликала всіх урядовців і сказала на зустрічі, що Йодфа був занадто молодий, щоб правити, і що вона ставить Кхун Воравонгзатхірата відповідальним за державне управління, доки син не будеповнолітнім. За цим наказала Міністерству палацових справ провести процесію царських колісниць, щоб привести Кхуна Воравонгсатірата до палацу та провести його коронацію. Ставши правителем, Кхун Воравонгсатірат наказав убити Йодфу.
Члени династії Супханнапхум у відповідь уклали союзи з кланом Сукхотай на чолі з Кхуном Пхіренторатепом і Сі Таммасоком, а також з правлячою династією Накхонсітаммарату на чолі з Кхуном Інтаратепом. Їхня змова повалити Воравонгсатірат передбачала виявлення білого слона у Лопбурі. Білі слони вважалися священними та символами царської влади; усіх знайдених дарували володареві. Воравонгзатхірату сказали, що магаути не можуть приборкати слона, тому запросили рушити туди. Тут його разом з дружиною Сі Судачан разом з новонародженою донькою вбили, а їх голови поствили на палі річкових суден.
Змовники передали трон Тхіанрачі, що прийня в тронне ім'я Маха Чаккрапхат.